# Station Littleport
Littleport is een spoorwegstation van National Rail in Littleport, East Cambridgeshire in Engeland. Het station is eigendom van Network Rail en wordt beheerd door Govia Thameslink Railway. 